# Dactyloplusia roseata
Dactyloplusia roseata là một loài bướm đêm trong họ Noctuidae.